# Кадырка
Кады́рка (каз. Қадырка) — село в Курмангазинском районе Атырауской области Казахстана. Входит в состав Енбекшинского сельского округа. Код КАТО — 234647300.

## Население
В 1999 году население села составляло 526 человек (275 мужчин и 251 женщина). По данным переписи 2009 года в селе проживали 452 человека (225 мужчин и 227 женщин).